# Красен-Дол
Кра́сен-Дол (болг. Красен дол) — село в Шуменській області Болгарії. Входить до складу общини Никола-Козлево.

## Населення
За даними перепису населення 2011 року у селі проживала 131 особа, з них 130 осіб (99,2%) — болгари.
Розподіл населення за віком у 2011 році:
Динаміка населення: